# Marie Marguerite Françoise Hébert
Marie Marguerite Françoise Hébert, née Goupil en 1756 à Paris et guillotinée le 24 germinal an II (13 avril 1794) dans la même ville, est l'épouse du révolutionnaire Jacques-René Hébert.
Née dans les premiers jours de janvier 1756, elle est la fille de Jacques Goupil, marchand de lingerie mort prématurément, et de Marie-Louise Morel (morte le 16 juillet 1781), qui lui succède dans son commerce après sa mort. Élevée au couvent de la Conception (rue Saint-Honoré), elle y prend le voile sous le nom de « sœur de la Providence »,.
Seule des religieuses de sa communauté, elle choisit d'abandonner la clôture, après la suppression des vœux monastiques. Adoptant les idées nouvelles, elle devient membre de la Société fraternelle des patriotes de l'un et l'autre sexe, qui tient ses réunions dans le couvent des Jacobins. C'est là qu'elle fait la connaissance d'Hébert. Elle l'épouse le 7 février 1792 et le couple a une fille, Scipion-Virginie Hébert (7 février 1793-13 juillet 1830). Celle-ci épousera ultérieurement le pasteur protestant Léon Louis Frédéric Née.
Marie Marguerite Françoise Hébert est guillotinée le 13 avril 1794, à l'âge de 38 ans, en même temps que Lucile Desmoulins, 24 ans, et l'ancien général divisionnaire Arthur Dillon, 43 ans.